# Campeonato Mundial de Baloncesto de 1990
El XI Campeonato mundial de baloncesto se realizó en Argentina entre el 8 y el 20 de agosto de 1990, bajo la organización de la Federación Internacional de Baloncesto (FIBA) y la Confederación Argentina de Básquetbol. Fue la segunda ocasión que Argentina fue sede de esta competición.
La organización de Argentina 1990 fue controvertida y criticada. El país sudamericano se encontraba envuelto de una crisis hiperinflacionaria y malestar social generalizado, que, a falta de solo meses de la realización del evento, puso en duda si Argentina estaba en condiciones de albergar o no el campeonato. Ante esto, terminó interviniendo el entonces presidente Carlos Menem, quien enviando una carta a la FIBA, reconfirmó la organización argentina del evento. Sin embargo, Argentina terminó recibiendo duras críticas por parte de las delegaciones participantes, quienes alegaron una infraestructura deficiente y problemas de telecomunicación, dejando al descubierto la falta de inversión hecha para el evento.
Este torneo se le denomina coloquialmente «el último mundial del viejo mundo» ya que se trató de la última edición en la que participaron las selecciones de Yugoslavia y la Unión Soviética antes de sus respectivas disoluciones. Dadas las tensiones crecientes que habían comenzado en la URSS, el combinado soviético conformó su plantel sin jugadores de RSS Lituania. La final, disputada en el Luna Park de Buenos Aires, terminó con triunfo yugoslavo 92-75 sobre los soviéticos, obteniendo su tercer título mundial.
Argentina 1990 fue el primer torneo FIBA en el cual se permitió la participación de jugadores NBA (salvo para aquellos de nacionalidad estadounidense), con la condición de encontrarse al momento del torneo jugando en dicha liga y que hayan completado al menos una temporada jugando en dicha competición.

## Sedes
- Buenos Aires: Estadio Luna Park – 10 000 esp. (fase final)
- Córdoba: Pabellón Verde de la FeCorBa (Federación Cordobesa de Básquet) – 5000 esp.
- Rosario: Estadio Cubierto Claudio Newell – 11 400 esp.
- Santa Fe: Estadio Estadio Universidad Tecnológica- 5000 esp.
- Salta: Estadio Polideportivo Delmi – 3000 esp. (Ronda Consuelo)
- Villa Ballester: Estadio de la SAG Villa Ballester – 4000 esp.

Bahía Blanca, ciudad considerada «capital del básquet argentino», fue despojada de la organización del Mundial noventa días antes del inicio, ocupando su lugar Villa Ballester. Algunas versiones indican que la federación argentina no quiso remodelar el Estadio Osvaldo Casanova del club Estudiantes, presionado por los otros equipos participantes de la LNB.[cita requerida]

## Equipos participantes
| Grupo A     | Grupo B   | Grupo C        | Grupo D         |
| ----------- | --------- | -------------- | --------------- |
| Angola      | Australia | Corea del Sur  | Argentina       |
| Puerto Rico | Brasil    | España         | Canadá          |
| Venezuela   | China     | Estados Unidos | Egipto          |
| Yugoslavia  | Italia    | Grecia         | Unión Soviética |

## Resultados

### Primera fase
| Grupo A     |         |            |
| Yugoslavia  | 92 – 84 | Venezuela  |
| Puerto Rico | 78 – 75 | Angola     |
| Yugoslavia  | 92 – 79 | Angola     |
| Puerto Rico | 88 – 74 | Venezuela  |
| Puerto Rico | 82 – 75 | Yugoslavia |
| Venezuela   | 83 – 77 | Angola     |

| # | Equipo      | Pts | V | D | PF  | PC  | DP  |
| - | ----------- | --- | - | - | --- | --- | --- |
| 1 | Puerto Rico | 6   | 3 | 0 | 248 | 224 | 24  |
| 2 | Yugoslavia  | 5   | 2 | 1 | 259 | 245 | 14  |
| 3 | Venezuela   | 4   | 1 | 2 | 241 | 257 | -16 |
| 4 | Angola      | 3   | 0 | 3 | 231 | 253 | -22 |

| Grupo B   |          |           |
| Australia | 106 – 85 | China     |
| Brasil    | 125–109  | Italia    |
| Brasil    | 138 – 95 | China     |
| Italia    | 94 – 89  | Australia |
| Australia | 69 – 68  | Brasil    |
| Italia    | 115 – 76 | China     |

| # | Equipo    | Pts | V | D | PF  | PC  | DP   |
| - | --------- | --- | - | - | --- | --- | ---- |
| 1 | Brasil    | 5   | 2 | 1 | 331 | 273 | 58   |
| 2 | Australia | 5   | 2 | 1 | 264 | 247 | 17   |
| 3 | Italia    | 5   | 2 | 1 | 318 | 290 | 28   |
| 4 | China     | 3   | 0 | 3 | 256 | 359 | -103 |

| Grupo C        |          |               |
| Estados Unidos | 103 – 95 | Grecia        |
| España         | 130–101  | Corea del Sur |
| Estados Unidos | 146 – 67 | Corea del Sur |
| Grecia         | 102 – 93 | España        |
| Estados Unidos | 95 – 85  | España        |
| Grecia         | 119 – 76 | Corea del Sur |

| # | Equipo         | Pts | V | D | PF  | PC  | DP   |
| - | -------------- | --- | - | - | --- | --- | ---- |
| 1 | Estados Unidos | 6   | 3 | 0 | 344 | 247 | 97   |
| 2 | Grecia         | 5   | 2 | 1 | 316 | 272 | 44   |
| 3 | España         | 4   | 1 | 2 | 308 | 298 | 10   |
| 4 | Corea del Sur  | 3   | 0 | 3 | 244 | 395 | -151 |

| Grupo D         |          |           |
| Unión Soviética | 97 – 77  | Argentina |
| Canadá          | 83 – 68  | Egipto    |
| Argentina       | 96 – 88  | Canadá    |
| Unión Soviética | 102 – 76 | Egipto    |
| Unión Soviética | 90 – 81  | Canadá    |
| Argentina       | 82 – 65  | Egipto    |

| # | Equipo          | Pts | V | D | PF  | PC  | DP  |
| - | --------------- | --- | - | - | --- | --- | --- |
| 1 | Unión Soviética | 6   | 3 | 0 | 289 | 234 | 55  |
| 2 | Argentina       | 5   | 2 | 1 | 255 | 250 | 5   |
| 3 | Canadá          | 4   | 1 | 2 | 252 | 254 | -2  |
| 4 | Egipto          | 3   | 0 | 3 | 209 | 267 | -58 |

### Segunda fase
| Grupo E        |         |                |
| Estados Unidos | 104–100 | Argentina      |
| Puerto Rico    | 89 – 79 | Australia      |
| Estados Unidos | 79 – 78 | Australia      |
| Puerto Rico    | 92 – 76 | Argentina      |
| Puerto Rico    | 81- 79  | Estados Unidos |
| Australia      | 95 – 91 | Argentina      |

| # | Equipo         | Pts | V | D | PF  | PC  | DP  |
| - | -------------- | --- | - | - | --- | --- | --- |
| 1 | Puerto Rico    | 6   | 3 | 0 | 262 | 234 | 28  |
| 2 | Estados Unidos | 5   | 2 | 1 | 262 | 259 | 3   |
| 3 | Australia      | 4   | 1 | 2 | 252 | 259 | -7  |
| 4 | Argentina      | 3   | 0 | 3 | 267 | 291 | -24 |

| Grupo F         |          |                 |
| Yugoslavia      | 105 – 86 | Brasil          |
| Unión Soviética | 75 – 57  | Grecia          |
| Yugoslavia      | 100 – 77 | Unión Soviética |
| Grecia          | 103 – 88 | Brasil          |
| Yugoslavia      | 77 – 67  | Grecia          |
| Unión Soviética | 110–100  | Brasil          |

| # | Equipo          | Pts | V | D | PF  | PC  | DP  |
| - | --------------- | --- | - | - | --- | --- | --- |
| 1 | Yugoslavia      | 6   | 3 | 0 | 282 | 230 | 52  |
| 2 | Unión Soviética | 5   | 2 | 1 | 262 | 257 | 5   |
| 3 | Grecia          | 4   | 1 | 2 | 227 | 240 | -13 |
| 4 | Brasil          | 3   | 0 | 3 | 274 | 318 | -44 |

### Fase final
|  | Semifinales     | Semifinales |    |             | Final           | Final |  |
|  |                 |             |    |             |                 |       |  |
|  |                 |             |    |             |                 |       |  |
|  |                 |             |    |             |                 |       |  |
|  | Puerto Rico     | 82          |    |             |                 |       |  |
|  | Unión Soviética | 98          |    |             |                 |       |  |
|  |                 |             |    |             |                 |       |  |
|  |                 |             |    |             |                 |       |  |
|  |                 |             |    |             | Unión Soviética | 75    |  |
|  |                 | Yugoslavia  | 92 |             |                 |       |  |
|  |                 |             |    |             |                 |       |  |
|  |                 |             |    |             |                 |       |  |
|  |                 |             |    |             | Tercer Puesto   |       |  |
|  |                 |             |    |             |                 |       |  |
|  | Yugoslavia      | 99          |    | Puerto Rico | 105             |       |  |
|  | Estados Unidos  | 91          |    |             | Estados Unidos  | 107   |  |

|                                |
| Bandera de Yugoslavia          |
| Campeón Yugoslavia 3.er título |

## Clasificación final
| Posición | Equipo          |
| -------- | --------------- |
| 1        | Yugoslavia      |
| 2        | Unión Soviética |
| 3        | Estados Unidos  |
| 4        | Puerto Rico     |
| 5        | Brasil          |
| 6        | Grecia          |
| 7        | Australia       |
| 8        | Argentina       |
| 9        | Italia          |
| 10       | España          |
| 11       | Venezuela       |
| 12       | Canadá          |
| 13       | Angola          |
| 14       | China           |
| 15       | Corea del Sur   |
| 16       | Egipto          |

## Plantilla de los medallistas
| Yugoslavia (Medalla de oro) | Yugoslavia (Medalla de oro) | Yugoslavia (Medalla de oro) | Yugoslavia (Medalla de oro) | Yugoslavia (Medalla de oro) | Yugoslavia (Medalla de oro) |
| Núm                         | Jugador                     | Pos                         | Altura                      | Edad                        | Equipo                      |
| --------------------------- | --------------------------- | --------------------------- | --------------------------- | --------------------------- | --------------------------- |
| 4                           | Dražen Petrović             | E                           | 1,96 m (6′ 5″)              | 26                          | Portland Trail Blazers      |
| 5                           | Velimir Perasović           | E                           | 1,95 m (6′ 5″)              | 25                          | KK Split                    |
| 6                           | Zoran Čutura                | A                           | 2,02 m (6′ 8″)              | 28                          | Cibona Zagreb               |
| 7                           | Toni Kukoč                  | A                           | 2,08 m (6′ 10″)             | 22                          | KK Split                    |
| 8                           | Žarko Paspalj               | A                           | 2,07 m (6′ 9″)              | 24                          | San Antonio Spurs           |
| 9                           | Jure Zdovc                  | B                           | 1,98 m (6′ 6″)              | 23                          | KK Union Olimpija           |
| 10                          | Željko Obradović            | B                           | 1,80 m (5′ 11″)             | 30                          | KK Partizan                 |
| 11                          | Radisav Ćurčić              | P                           | 2,06 m (6′ 9″)              | 25                          | KK Union Olimpija           |
| 12                          | Vlade Divac                 | P                           | 2,13 m (7′ 0″)              | 22                          | Los Angeles Lakers          |
| 13                          | Arijan Komazec              | E                           | 2,01 m (6′ 7″)              | 25                          | KK Zadar                    |
| 14                          | Zoran Jovanović             | P                           | 2,10 m (6′ 11″)             | 25                          | Estrella Roja               |
| 15                          | Zoran Savić                 | P                           | 2,08 m (6′ 10″)             | 23                          | KK Split                    |
| Entrenador: Dušan Ivković   |                             |                             |                             |                             |                             |

Dražen Petrović, Velimir Perasović, Zoran Čutura, Toni Kukoč, Žarko Paspalj, Jure Zdovc, Željko Obradović, Radisav Ćurčić, Vlade Divac, Arijan Komazec, Zoran Jovanović, Zoran Savić (Entrenador: Dušan Ivković)
| Unión Soviética (Medalla de plata) | Unión Soviética (Medalla de plata) | Unión Soviética (Medalla de plata) | Unión Soviética (Medalla de plata) | Unión Soviética (Medalla de plata) | Unión Soviética (Medalla de plata) |
| Núm                                | Jugador                            | Pos                                | Altura                             | Edad                               | Equipo                             |
| ---------------------------------- | ---------------------------------- | ---------------------------------- | ---------------------------------- | ---------------------------------- | ---------------------------------- |
| 4                                  | Aleksandr Vólkov                   | AP                                 | 2,08 m (6′ 10″)                    | 26                                 | Atlanta Hawks                      |
| 5                                  | Valeri Tikhonenko                  | A                                  | 2,07 m (6′ 9″)                     | 25                                 | Fórum Filatélico                   |
| 6                                  | Tiit Sokk                          | B                                  | 1,91 m (6′ 3″)                     | 25                                 | Tallinn Kalev                      |
| 7                                  | Alexander Belostenny               | P                                  | 2,14 m (7′ 0″)                     | 31                                 | TVG HerzogTel Basketball           |
| 8                                  | Sergei Bazarevich                  | B                                  | 1,91 m (6′ 3″)                     | 25                                 | Dinamo Moscú                       |
| 9                                  | Gundars Vetra                      | A                                  | 1,98 m (6′ 6″)                     | 23                                 | VEF Rīga                           |
| 10                                 | Andrei Lopatov                     | AP                                 | 2,05 m (6′ 9″)                     | 33                                 | CSKA Moscú                         |
| 11                                 | Viktor Berejnoi                    | AP                                 | 2,03 m (6′ 8″)                     | 29                                 | CSKA Moscú                         |
| 12                                 | Oleg Meleščenko                    | E                                  | 1,90 m (6′ 3″)                     | 23                                 | SKA Alma-Ata                       |
| 13                                 | Dimitri Sukharev                   | P                                  | 2,08 m (6′ 10″)                    | 29                                 | Dinamo Moscú                       |
| 14                                 | Valerij Korolëv                    | P                                  | 2,12 m (6′ 11″)                    | 24                                 | Budivelnyk Kiev                    |
| 15                                 | Ihor Pinčuk                        | P                                  | 2,07 m (6′ 9″)                     | 22                                 | Budivelnyk Kiev                    |
| Entrenador: Vladas Garastas        |                                    |                                    |                                    |                                    |                                    |

Aleksandr Vólkov, Valeri Tikhonenko, Tiit Sokk, Alexander Belostenny, Sergei Bazarevich, Gundars Vetra, Andrei Lopatov, Viktor Berejnoi, Oleg Meleščenko, Dimitri Sukharev, Valerij Korolëv, Ihor Pinčuk (Entrenador: Vladas Garastas)
| Estados Unidos (Medalla de bronce) | Estados Unidos (Medalla de bronce) | Estados Unidos (Medalla de bronce) | Estados Unidos (Medalla de bronce) | Estados Unidos (Medalla de bronce) | Estados Unidos (Medalla de bronce)             |
| Num                                | Jugador                            | Pos                                | Altura                             | Edad                               | Equipo                                         |
| ---------------------------------- | ---------------------------------- | ---------------------------------- | ---------------------------------- | ---------------------------------- | ---------------------------------------------- |
| 4                                  | Doug Smith                         | E                                  | 2,08 m (6′ 10″)                    | 20                                 | Universidad de Misuri                          |
| 5                                  | Mark Randall                       | A                                  | 2,04 m (6′ 8″)                     | 22                                 | Universidad de Kansas                          |
| 6                                  | Lee Mayberry                       | B                                  | 1,85 m (6′ 1″)                     | 20                                 | Universidad de Arkansas                        |
| 7                                  | Chris Gatling                      | AP                                 | 2,08 m (6′ 10″)                    | 22                                 | Universidad de Old Dominion                    |
| 8                                  | Henry Williams                     | E                                  | 1,90 m (6′ 3″)                     | 20                                 | Universidad de Carolina del Norte en Charlotte |
| 9                                  | Kenny Anderson                     | B                                  | 1,83 m (6′ 0″)                     | 19                                 | Universidad de Georgia Tech                    |
| 10                                 | Todd Day                           | E                                  | 1,98 m (6′ 6″)                     | 20                                 | Universidad de Arkansas                        |
| 11                                 | Billy Owens                        | E                                  | 2,06 m (6′ 9″)                     | 21                                 | Universidad de Siracusa                        |
| 12                                 | Chris Smith                        | B                                  | 1,90 m (6′ 3″)                     | 20                                 | Universidad de Connecticut                     |
| 13                                 | Christian Laettner                 | P                                  | 2,11 m (6′ 11″)                    | 21                                 | Universidad de Duke                            |
| 14                                 | Bryant Stith                       | E                                  | 1,98 m (6′ 6″)                     | 19                                 | Universidad de Virginia                        |
| 15                                 | Alonzo Mourning                    | P                                  | 2,08 m (6′ 10″)                    | 20                                 | Universidad de Georgetown                      |
| Entrenador: Mike Krzyzewski        |                                    |                                    |                                    |                                    |                                                |

Alonzo Mourning, Chris Gatling, Christian Laettner, Henry Williams, Kenny Anderson, Todd Day, Lee Mayberry, Billy Owens, Mark Randall, Chris Smith, Doug Smith, Bryant Stith (Entrenador: Mike Krzyzewski)